# Aleksandar
Aleksandar est un prénom masculin d'origine grecque antique, qui est la version serbe, croate, bosnienne, macédonienne et bulgare du prénom Alexandre,. En macédonien, bulgare, ainsi qu'en serbe cyrillique, ce prénom s'écrit Александар.

## Étymologie et signification
Le prénom Aleksandar dérive du grec ancien Ἀλέξανδρος (Aléxandros), composé des éléments ἀλέξω (aléxō), qui signifie « défendre, protéger », et ἀνήρ (anḗr), génitif ἀνδρός (andrós), qui signifie « homme, guerrier ». La signification du prénom est donc traditionnellement interprétée comme « défenseur de l'humanité » ou « protecteur des hommes ». La renommée de ce prénom est largement due à Alexandre le Grand, roi de Macédoine antique, dont les conquêtes ont contribué à sa diffusion à travers le monde.

## Variantes et formes apparentées
Le prénom Aleksandar possède des variantes orthographiques et des formes apparentées dans plusieurs langues, notamment au sein des langues slaves :
- Russe : Александр (Aleksandr)
- Polonais : Aleksander
- Tchèque : Alexandr
- Slovaque : Alexander
- Slovène : Aleksander
- Ukrainien : Олександр (Oleksandr)
- Biélorusse : Аляксандр (Alyaksandr)

Dans d'autres langues, on trouve également :
- Français, Anglais : Alexandre, Alexander
- Allemand : Alexander
- Italien, Espagnol, Portugais : Alessandro, Alejandro, Alexandre[7]

## Popularité

Répartition géographique de la popularité du prénom Aleksandar (données récentes à vérifier et sourcer)

Aleksandar est un prénom très répandu et populaire dans les pays des Balkans où il est une forme traditionnelle d'Alexandre. Sa popularité est particulièrement notable en Serbie, en Croatie, en Macédoine du Nord et en Bulgarie, où il figure souvent parmi les prénoms masculins les plus donnés. L'usage de ce prénom reflète l'héritage culturel et historique commun de ces régions.

## Personnalités portant le prénom Aleksandar
De nombreuses personnalités notables portent le prénom Aleksandar, témoignant de sa popularité et de son importance culturelle dans les pays concernés.

### Serbie
- Aleksandar Vučić, homme politique serbe, actuel président de la Serbie.
- Aleksandar Đorđević, ancien joueur et entraîneur de basket-ball serbe.
- Aleksandar Mitrović, footballeur international serbe.
- Aleksandar Kolarov, footballeur international serbe.
- Aleksandar Berček, acteur serbe.

### Croatie
- Aleksandar Petrović, ancien joueur et entraîneur de basket-ball croate.
- Aleksandar Zoričić, homme politique croate.
- Aleksandar Stanković, journaliste et présentateur de télévision croate.

### Macédoine du Nord
- Alexandre le Grand (en grec ancien : Ἀλέξανδρος ὁ Μέγας, Aléxandros ho Mégas), roi de Macédoine antique (bien que son nom soit la forme grecque, il est une figure centrale de l'histoire macédonienne).
- Aleksandar Trajkovski, footballeur international macédonien.
- Aleksandar Janevski, footballeur macédonien.

### Bulgarie
- Aleksandar Malinov, homme politique bulgare, ancien Premier ministre de Bulgarie.
- Aleksandar Tomov, lutteur et homme politique bulgare.
- Aleksandar Stamboliyski, homme politique bulgare, ancien Premier ministre de Bulgarie.

1. ↑  [Source à trouver : Dictionnaire des prénoms ou étude onomastique comparée des prénoms slaves]
2. ↑  (en) Mike Campbell, « Meaning, origin and history of the name Aleksandar », sur Behind the Name (consulté le 19 avril 2025)
3. ↑  [Source à trouver : Manuel de langue ou dictionnaire pour chacune de ces langues]
4. ↑  [Source à trouver : Dictionnaire étymologique des prénoms grecs]
5. ↑  [Source à trouver : Dictionnaire des prénoms ou ouvrage sur la signification des prénoms]
6. ↑  [Source à trouver : Biographie d'Alexandre le Grand]
7. ↑  [Source à trouver : Dictionnaire des prénoms multilingue ou étude comparative des prénoms]
8. ↑  [Source à trouver : Statistiques nationales des prénoms pour la Serbie, la Croatie, la Macédoine du Nord et la Bulgarie (idéalement des données récentes)]